# Josep Pujol i Juhí
Josep Pujol i Juhí (Folgueroles, 1734 - Sant Llorenç de Morunys, 1809) fou un escultor català. Va néixer el dia 19 de maig de l'any 1734, a Folgueroles, fill de Segimon Pujol el jove i de Mª Teresa Juhí i Serrabou. És considerat l'últim gran escultor de l'art barroc català i la seva obra mestre és la Capella i Cambril de la Mare de Déu dels Colls.

## Un llarg llinatge[calcitació]
El seu avi Segimon va ser el primer escultor d'una nissaga que s'allarga en cinc generacions. Va néixer a Gurb, va fer l'aprenentatge amb els Morató de Vic i va anar a fer el perfeccionament de l'ofici amb els Grau de Manresa, on va conèixer en Josep Sunyer amb qui va treballa durant un temps a Prada de Conflent. A tombant de segle es va establir a Prats de Lluçanès on va tenir diversos fills. S'hi va establir primer per treballar en el retaule de Sant Vicenç, projectat per Sunyer i, després a compte propi va realitzar el 1702 la que és considerada la seva obra magna, el retaule de la Mare de Déu dels Àngels de
Casserres del Berguedà. Aquí també s'hi va establir uns anys i hi va tenir una filla. D'aquests anys li coneixem entre altres els retaules del Roser (1709) i el de Sant Serni de Montmajor, el de Santa Maria de Coaner (1716) i el del Sant Crist de Serrateix (1717). A partir dels anys 
esmentat a Folgueroles al llibre de l'obra, en qualitat d'escultor que du a terme el retaule del Sant Crist el dia 29 de desembre de 1721 i treballant en el retaule de Sant Pere de Castanyadell mentre el seu fill homònim treballa com aprenent en el taller dels Morató. Aquest va ser el motiu del seu trasllat a la plana de Vic d'ell, i de tota la seva família.
Segimon Pujol s'havia establert a Folgueroles on també tenim documentats a més com a escultors tres fills seus: Josep, Francesc i Segimon, el pare de Josep Pujol i Juhí. De 1727 a 1730, Els Pujol tenien un taller molt productiu, devien anar i venir de la vila i fins i tot passar llargues temporades fora, ja que els trobem al Solsonès muntant el retaule de la Mare de Déu del Roser de Sant Pere de Matamargó, de Correà, i de Tenetellatge, i pactant el retaule del Roser de Taradell.
L'any 1731 Segimon Pujol i Planes, el jove, que feia deu anys que residia a Folgueroles, es va casar amb Maria Teresa Juhí i Serrabou, una noia emparentada amb una de les grans masies de la Plana de Vic, el Mas Godaiol, d'on provenia la seva mare. El dia 6 de juny de 1732 van tenir una filla i el 18 de maig de 1734 naixia a Folgueroles el seu segon fill Josep Pujol i Juhí, que de gran seria l'escultor de més relleu de tot el llinatge. El dia 17 d'agost de 1745, va morir Segimon Pujol i Planes el jove, que deixava orfes a Teresa i Josep, quan aquest només tenia 11 anys.
Així doncs, hem de suposar que es va iniciar en l'ofici d'escultor de molt jove, a l'obrador familiar de Folgueroles, de la mà del seu avi i del seu oncle Francesc que hi van projectar la continuïtat de l'ofici com a únic fill mascle que hi havia a la família. Això explica que en la documentació de Folgueroles trobem Josep Pujol qualificat d'escultor per primer cop als vint anys, el 29 d'octubre de 1754. El seu oncle Francesc, més que d'escultor, treballava d'arquitecte, és a dir, era qui realitzava el moble, l'estructura o arquitectura dels retaules; en canvi l'avi va ser de qui va aprendre l'art d'esculpir. També, com el seu pare, probablement va ser un aprenent al taller dels Morató a Vic. L'any 1757, Josep Pujol es va casar amb la folguerolenca Teresa Santaló i Sabaters, nascuda l'any 1738, germana de Joan Santaló, el besavi per part de mare de Mn. Cinto Verdaguer. I un any més tard, el dia 18 d'octubre neix el seu hereu, Segimon, el primer dels dotze fills que tindrà el matrimoni. Durant els anys seixanta, a part dels fills que van venint, poca cosa més coneixem de la vida de Josep Pujol. La feina devia escassejar a la plana de Vic i, quan feia falta, l'escultor adquiria compromisos lluny de casa. L'última citació de l'escultor a Folgueroles és del 15 de novembre de 1769, quan el seu nom apareix esmentat en
una escriptura de poders com a escultors de la Sagrera de Santa Maria de Folgueroles.

## El canvi a Sant Llorenç de Morunys
A partir de 1770 és quan trobem l'escultor relacionat amb la vila de Sant Llorenç de Morunys. D'aquesta època, se li atribueixen algunes obres de poblacions relativament veïnes com l'altar de Sant Crist de Sant Esteve de Bagà, fet entre 1769 i 1770, i l'any 1772 acaba el retaule de la Mare de Déu del Roser de Puig-reig.
El 1773, Josep Pujol signa el contracte laboral del retaule-cambril de la Mare de Déu dels Colls, amb el qual es compromet a fer tota l'obra d'escultura per la quantitat de 2.500 lliures. Qui va fer l'encàrrec va ser la Confraria de la Mare de Déu dels Colls, una confraria molt potent, fundada vers el 1343 i apadrinada pels ducs de Cardona. Els priors de la confraria explicitaven que tota la capella havia de ser un monument a la Mare de Déu i van acotar els grans temes que s'havien d'esculpir.
Tota la família es va instal·lar a Sant Llorenç, així l'autor podia dedicar-se plenament a l'obra que li ha donat més prestigi i que va trigar uns deu anys a acabar-la, segons consta en un plafó que du la data de 1784. Es tracta d'una obra magnifica d'estil xorigueresc, amb influències en algunes escenes d'uns gravats dels germans Klauber de l'escola d'Augsburg; explicita clarament l'horror vacui de l'esperit del barroc i representa el seu veritable punt final a Catalunya.
Segons Joan Ramon Triadó, en la història de l'art català, ha escrit: «Tota la capella és un cant a la Verge i la seva tipologia de cambril és pròpia d'aquest moment. El conjunt iconogràfic d'una gran riquesa es completa amb la descripció del Magnificat i la Salve, temàtiques completament noves dins el tractament programàtic de les capelles marianes i que podem considerar del tot noves a nivell peninsular (...) El conjunt és esplendorós i defineix clarament el que és el barroc: unitaritat i integració de les arts. La imatge de la verga bruna i la del sant Llorenç centren la composició, carregada d'imatges i representacions d'una gran riquesa iconogràfica». Amb el regnat de Carles III i gràcies a l'Acadèmia, es va anar imposant el neoclassicisme, els retaules són monuments o tabernacles on la Mare de Déu o els sants són entronitzats. L'ideal de l'art vol fusionar l'escultura, l'arquitectura i la pintura i això és el que Josep Pujol i Juhí aconsegueix amb aquesta capella i cambril. El 1789 en Ramon Moliner va acabar el treball de daurar-la i pintar-la, que havia començat Mairà Bordons.
Segurament durant els deu anys que hi va estar treballant el van ajudar els seus fills: Segimon, Josep i Francesc on hi van fer el seu aprenentatge. També gràcies a la seva ajuda va poder tirar endavant alhora altres feines menors, tenim documentat que durant aquests anys Josep Pujol paral·lelament tirava endavant feines sol, com l'altar major de Sant Climent de la Selva (1777) i el de Sant Quintí de Travil i de Trasserra de Capolat; o en col·laboració, com en el cas del retaule de l'altar major de Sant Francesc del convent dels franciscans de Berga (1779), cremat durant la guerra civil, que segons consta en el contracte el feu amb la col·laboració del seu fill gran Segimon; o els retaules de Sant Joan Baptista i el de Sant Pasqual (1781), i el de les Ànimes i l'altar de Santa Teresa (1786) tots tres al Santuari de Paller de Bagà, que segons detalla el llibre de comptes, s'hi van estar sis mesos a fer aquesta obra i eren quatre persones treballant-hi. Normalment al taller de casa era Josep qui feia les peces de més compromís i, quan es tenia el retaule gairebé acabat, els fills s'avançaven uns dies per muntar-lo al lloc definitiu, per acabar hi anava l'escultor a fer els retocs finals i a cobrar quan era el cas.

## La capella i el cambril de la Mare de Déu dels Colls

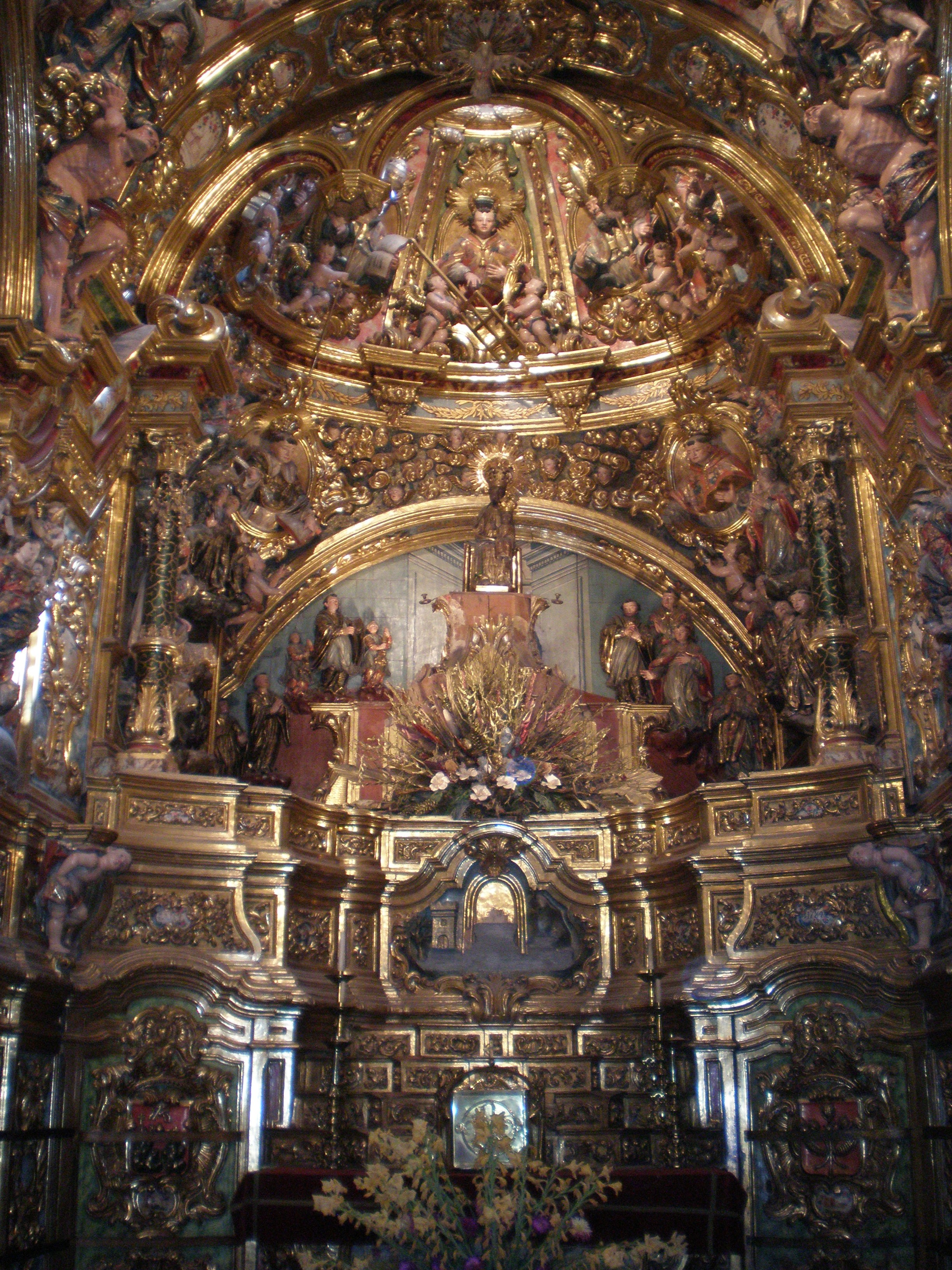
Capella dels Colls

Aquesta capella, situada en una nau lateral de l'església parroquial de Sant Llorenç de Morunys, aporta aspectes interessants pel coneixement del barroc català. La integració total de l'escultura i l'arquitectura dona a l'obra un caràcter homogeni. L'espai està dividit en dos termes: el primer des de l'arc de l'entrada fins a l'altar i el  segon darrere l'altar. Tot ambientat en un joc de llums i ombres i complementat per uns relleus que decoren tot l'espai visible de la capella. Tot plegat transfereix un caràcter particularment escènic i teatral, una manifestació tangible de la capacitat compositiva de l'artista. La capella compta amb un cambril, coronat per una segona cúpula i presidit per la imatge bruna de la verge dels Colls. Aquesta imatge és una reproducció moderna de la que va desaparèixer el 1936, moment en què també va quedar afectada la zona del cambril i el tron barroc de la verge. La devoció a la Mare de Déu dels Colls és una tradició local tant antiga com la mateixa vila. La llegenda situa en temps medievals la troballa miraculosa d'una imatge romànica als afores de la vila, a la zona del Puit, en un collet rodejat de muntanyes o colls. De l'escenari geogràfic que rodeja el lloc de la troballa en prové el nom dels Colls, advocació mariana que s'ha mantingut viva fins avui dia.
El retaule es classifica dins la tipologia de cambril, per què la decoració s'estén per murs i volta. S'hi podia celebrar la missa i al mateix temps col·locar-hi les relíquies, podríem dir que la seva funció era de Sagristia. Des del seu interior es puja per una escala al pis superior.
La capella està dedicada totalment a la Verge i en totes les escenes es pot observar un sentiment de devoció, dedicació i exaltació d'esperit contrareformista, centrat especialment a retornar l'honestedat a l'art religiós que s'havia perdut en l'època anterior. Així, amb unes normes estrictes, reflectides en les sessions del Concili de Trento, l'Església dictava el què i el com de les representacions d'obres d'art. Juntament amb la monarquia, que la recolza, són els principals controladors de l'art i dels artistes.

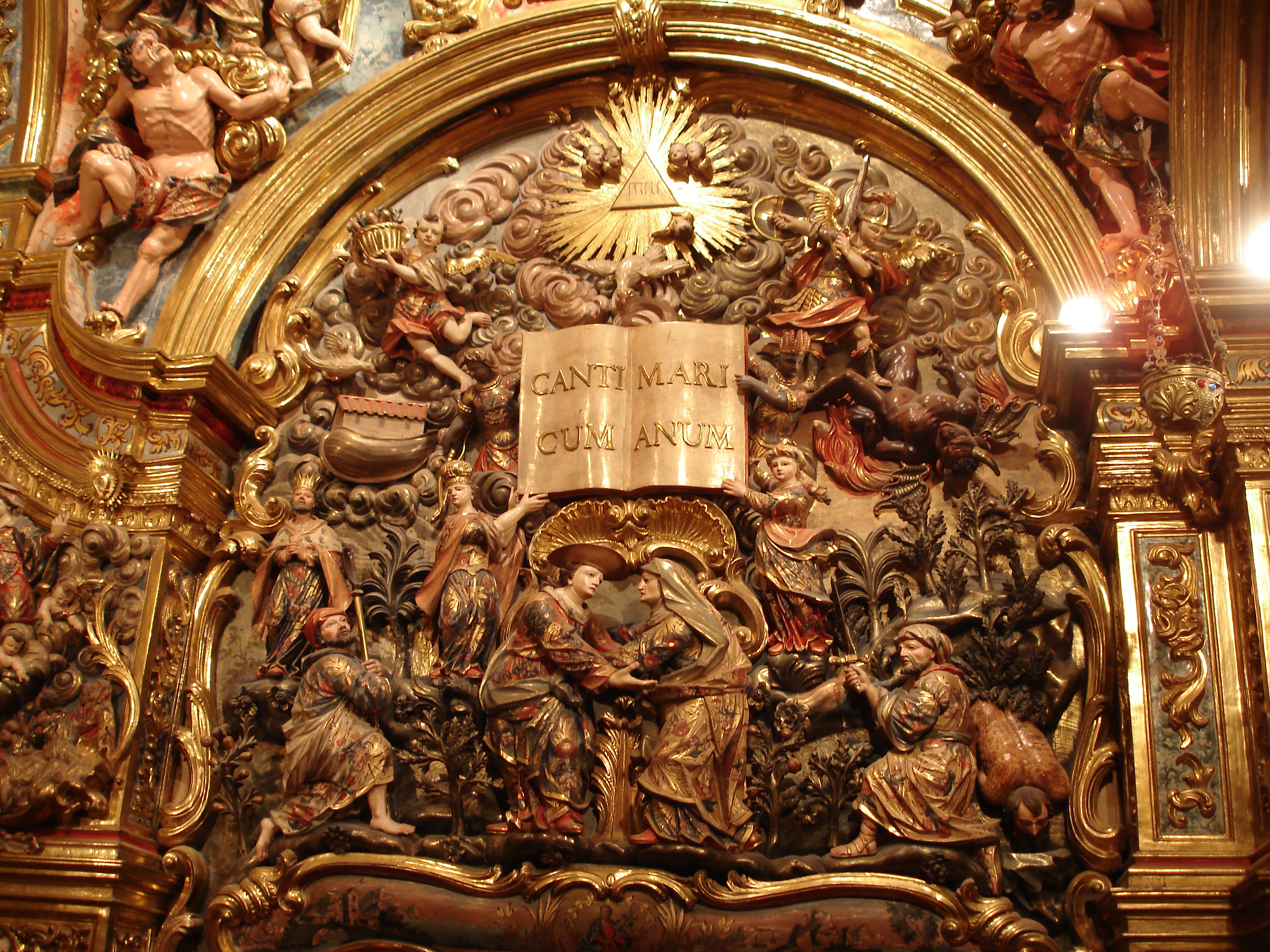
Canticum Marianum

Amb una iconografia que és el resultat de la tradició del passat més l'esperit dels nous temps, destaquen els temes dedicats a la dona perfecta, sense cap falta, digna d'un amor infinit. Per tal de representa-ho, molts artistes es basen en les descripcions que en fa Sant Joan a l'Apocalipsi, reflectides en molts llibrets del segle xvii i XVIII, on trobem de forma insistent el paral·lelisme entre l'Antic i el Nou Testament. Així, la capella dels colls veiem la Verge amb els símbols de les lletanies, el Magnificat, la Salve, la trobada i adoració local i els Pares de l'Església, que corroboren amb la seva presència el concepte d'Immaculada, els evangelistes, com a propagadors de la nova doctrina, i tot això des de la perspectiva de la nova iconografia tipològicament barroca. En primer terme veiem els temes dedicats a Maria com a protagonista de la salvació de la humanitat, com a Mare i com a Reina (el Magnificat, la Salve, evangelistes i lletanies lauretanes) situats a la paret dreta, a la cúpula i als arcs de l'entrada i del lateral. L'altar i la mesa constitueixen el punt de separació entre els dos temes. A segon terme hi ha els temes pròpiament locals, que no deixen de tenir suma importància pels habitants de la vila (la trobada, l'adoració i els monjos de la comunitat benedictina de Sant Llorenç), que es complementen amb figures de Sant Llorenç i Pares de l'Església situats al llanternó.
És complementada amb:  
- una sèrie de pintures paisatgístiques, locals i al·legories de Maria que omplen els espais intermedis del primer àmbit i el costat de l'altar;
- relleus amb motius ornamentals i naturalistes (en els quals ha desaparegut el policromat) situats a les pilastres dels arcs i als primers nivells de decoració;
- l'escultura d'un àngel a la part interior de l'arc que és la manifestació clara que l'espai sagrat està protegit i salvaguardat;
- dos atlants representats en tipologia d'angelet petit i representat de manera molt decent, ja que l'esperit de l'època prohibeix la nuesa en l'art religiós;
- la mesa i l'altar, és l'únic mobiliari propi de l'època que per la seva forma panxuda podríem dir que és d'influència italiana;
- un arc que emmarca l'altar;
- els escuts de la Confraria i dels Cardona que tenen un valor molt significatiu per a la vila, són la constatació social, històrica, política i econòmica de l'entitat, la Confraria dels Colls, que va fer decorar la capella.

Tots Aquests elements donen al conjunt de l'obra un caràcter propi i significatiu, podem observar que no queda ni un espai buit en tota l'obra, segons afirma Joan
Vilamala i Terricabras, tot un programa iconogràfic inspirat temàticament en el cant del Magníficat, la Selva Regina i en algunes advocacions marianes de les lletanies, que explicita clarament l'horror vacui de l'esperit del barroc i representa el seu veritable punt final a Catalunya. Tot i que la diferència que s'estableix entre la temàtica, tant local com general, i l'ornamentació, d'estil rococó encara que senzill i popular, fa que es doni una ambigüitat estilística que dificulta el precisar amb claredat a quin estil pertany aquesta obra tant complexa dintre del barroc català.

## Llista d'obres
RETAULES I ALTARS DELS PUJOL, ESCULTORS s. XVIII-XIX   
- 00. Sant Pere de Prada de Conflent, Cotlliure... 1696-1700, al servei de Josep Sunyer. C
- 00. Sant Vicenç de Prats de Lluçanès, 1702, Segimon Pujol al servei de Josep Sunyer. F.
- 01. Mare de Déu dels Àngels de Casserres, 1704. Segimon Pujol. C
- 02. Sant Esperit de l'església de la Mare de Déu dels Àngels de Casserres (170?) D.
- 03. Roser de Montmajor 1709. Segimon Pujol. F.
- 04. Sant Sadurní de Montmajor (c.1710). Segimon Pujol. F.
- 05. Traça del retaule Major de Sant Llorenç de Morunys (1711). Segimon Pujol. C
- 06. Sant Sadurní de Malanyeu (Santa Magdalena de Fígols) 1714. Atribuït. C
- 07 Mare de Déu de Coaner (1716). Segimon Pujol. C
- 08 .Sant Crist de Serateix (1717) Segimon Pujol. D.
- 09. Sant Martí de Correà 1717. Segimon Pujol. Atribuït. C
- 10. Sant Pere de Castanyadell (1721). Segimon Pujol
- 11. Sant Crist de Folgueroles (1722). Segimon Pujol
- 12. Retaule Major de Vilanova de Sau (1723). Segimon Pujol. F.
- 13. Mare de Déu del Roser de Tentellatge (1725). Segimon Pujol. F.
- 14. Mare de Déu del Roser de Pujol de Planès. 1726. Segimon Pujol. Atribuït. C
- 15. Mare de Déu del Roser de Correà 1729. Segimon Pujol. C
- 16. Mare de Déu del Roser de Matamargó 1730. Segimon Pujol. C
- 17. Santa Maria de Folgueroles (1735). Segimon, pare i fill. F.
- 18. Altar de la Cena de la Seu de Vic (17?). Segimon Pujol. D.
- 19. Santcrist de Casserres de Berguedà, 1743. Segimon Pujol i el seu fill Francesc.
- 20. Sant Martí de Montclar (1743), Segimon Pujol i el seu fill Francesc. C
- 21. Roser de Montclar (1746). Francesc Pujol i Santaló i el seu pare. C
- 22. Roser de Taradell (1752). Francesc Pujol.
- 23. Sant Llop de Centelles (1751). Segimon Pujol..
- 24. Sant Crist de Puig-reig (1755). Francesc Pujol.
- 25. Sant Climent de la Selva (1759). Josep Pujol. C
- 26. Sant Martí de Puig-reig (1765). Francesc Pujol.
- 27. Divina Pastora de Puig-reig (1768). Francesc Pujol.
- 28. Sant Crist de Bagà (1769). Josep Pujol.
- 29. Roser de Sant Llorenç de Morunys (1769). Josep Pujol. F.
- 30. Sant Miquel de Marcenyac de la Selva (1771). Josep Pujol i Genís Solà. Atribuït. C
- 31. Mare de Déu del Roser de Puig-reig (1772. Josep Pujol.
- 32. CAPELLA DE LA MARE DE DELS COLLS (1773-1784). Josep Pujol. C
- 33. Sant  Pelegrí del santuari de Massarrúbies (1775) reconvertit en el de sant Gil de Monpol. C
- 34. Sant Martí de Les Serres (1775). C Josep Pujol .
- 35. Sant Francesc dels franciscans de Berga (1779). Josep i Segimon.
- 36. Sant Quintí de Travil (1779). Josep Pujol i Juhí. C
- 37. Mare de Déu dels Àngels de Trasserra de Capolat (1779). Josep Pujol. C
- 38. Sant Martí de Tentellatge (1780). Atribuïble. F.
- 39. Altar del Roser Cases de Posada 1780. Josep Pujol.
- 40. Sant Joan del santuari de Paller (1781). Josep Pujol i Juhí.
- 41. Retaule dels Dolors de Viver (178?). Josep Pujol i els seus fills Segimon i Josep.
- 42. Retaule de la Trinitat de Viver (178?). Josep Pujol i els seus fills Segimon i Josep.
- 43. Santa Teresa del santuari de Paller (1786).'C Josep Pujol i Juhí.
- 44. Altar de les Ànimes del santuari de Paller (1789, daurat). Josep Pujol iJuhí.
- 45. Altar de sant Pasqual de Paller (daurat 1805). Josep Pujol i Juhí
- 46. Retaule Major del santuari de Lord (abans de 1789), més tard cambril i treballs menors fets per Josep Pujol i els seus fills Segimon i Francesc.
- 47. Mare de Déu de Cabrera (Osona) (1789-1792). Josep Pujol i Santaló. F
- 48. Altar de Santa Caterina de Sant Llorenç de Morunys 1788. Josep Pujol i Juhí. F.
- 49, Sant Isidre de Matamargó (1789). Josep Pujol i el seu fill Segimon. C
- 50. Sant Miquel Arcàngel de Matamargó (1789). Josep Pujol i el seu fill Segimon. C
- 51. Sant Bartomeu de Casserres de Berguedà (abans de 1790. Josep Pujol i Juhí.
- 52. Mare de Déu de la Mercè de Can Mujal de Cardona (1790). Segimon i Josep, germans.
- 53. Altar de santa Rita de Can Mujal de Cardona (1790). Segimon i Josep, germans
- 54. Mare de Déu del Cor de l'església parroquial de Roda (1792). Josep Pujol Santaló
- 55. Retaule de sant Joan de Sisquer 1792. (Atribuït).Josep Pujol Juhí. C
- 56. Mare de Déu de la Guàrdia de Sagàs (179?). Josep Pujol i Juhí. F, C
- 57. Sant Feliu de Lluelles de Montmajor (179?). C Josep Pujol i Juhí. C
- 58. Mare de Déu de la capella del Roser de Berga (179?) Josep Pujol i Juhí.
- 59. Sant Cristòfol de Busa (179?) Josep Pujol i Juhí.
- 60. SANT PERE DE MATAMARGÓ 1794. Josep Pujol i els seus fills Segimon i Francesc. C
- 61. Traça del retaule del Roser de Besora C (c.1795). Josep Pujol i Juhí. C
- 62. Santa Teresa de Sant Sadurní de Besora de Navès (1795). Segimon Pujol. C
- 63. Retaule del Sant Crist de les Cases de Posada (1796). Josep Pujol i Juhí. C
- 64. Sant Antoni Abat de Sant Llorenç de Morunys (c.1796). Josep Pujol. F.
- 65. Sant Martí de Riudeperes (1798). Josep Pujol i Santaló. C
- 66. Altar de Sant Sebastià de la parròquia de Sant Llorenç (circa 1800). F.
- 67. Retaule major del santuari de Puigaguilar (1803). Franncesc Pujol i Santaló. D.
- 68. Sant Dídac dels franciscans de Cardona 1803. Segimon Pujol i Santaló. D.
- 69. Pietat de la capella dels Dolors de Puigcerdà (1807). Segimon Pujol. F.
- 70. Sant Miquel d'Odèn (180?) Segimon Pujol i Santaló.
- 71. Altar del sant Crist de la Pedra (1804 circa) Atribuïble a un escultor Pujol. C
- 72. Altar del Roser de Cambrils (1805) Atribuïble a Segimon Pujol (en queda una marededéu). C
- 73. Altar major de Serrateix.1807. Francesc Pujol i Santaló. F.
- 74. Retaule de la Mare de Déu d'Ossea de Can Feliu de Navès (1809) Segimon Pujol. C
- 75. Altar de sant Tomàs del santuari dels Torrents (1808). Josep Pujol i Galí.
- 76. Roser de Sant Martí de la Corriu 1812. Josep Pujol i Galí i Francesc Pujol
- 77.  Altar de Santa Anna del santuari de Massarrúbies (1814) Josep Pujol i Galí C
- 78. Altar dels Dolors dels Torrents(1815). Josep Pujol i Galí.
- 79. Altar major de Santa Maria de Sorba (1815). Josep Pujol i Galí.
- 80. Altar de sant Marc de la Coma (1815) Josep Pujol Galí i Francesc Pujol
- 81. Retaule major de Santgrà de Matamargó 1816. Francesc Pujol Santaló. Atribuït. C
- 82. Major de Cases de Posada 1819. Francesc Pujol i Santaló i el seu fill Josep. C
- 83. Altar de sant Antoni de Pàdua de la Pedra. C (circa 1820') Josep Pujol i Galí o Francesc Pujol i Santaló. C
- 84. Altar de sant Isidre de La Pedra (1827). Francesc Pujol i Santaló. C
- 85. Roser de la Pedra (1829). Francesc Pujol i Santaló. C Imatge Josep Pujol (1784). C
- 86. Altar de Sant Jaume de Boixadera dels Bancs. Atribuïble
- 87. Altar del Sant Crist de la Coma.1830. Josep Pujol i Llobet
- 88. Retaule de Sant Grau de Linya (1831). Francesc Pujol i Santaló. C
- 89. Altar Major de la Coma (1815- 35), acabat per Josep Pujol i Llobet
- 90. Retaule major del santuari de Torrents (1831). Miquel Pujol i Santaló. F.
- 91. Altar de sant Isidre de Castell de l'Areny (1833). Josep Pujol i Llobet. D
- 92. Altar del Roser de Castell de l'Areny (1833). Josep Pujol i Llobet. D
- 93. Altar de sant Miquel Arcàngel de Castell de l'Areny (1843). Josep Pujol i Llobet
- 94. Retaule de Sant Pere de Montcalb (circa 1845). Josep Pujol i Llobet. C
- 95. Retaule major de Sant Esteve de Sisquer (1845). Josep Pujol i Llobet. C
- 96. Retaule major de Sant Martí de Riner (1846). Josep Pujol i Llobet. C
- 97. Mare de Déu dels Àngels de Les Cases de Matamargó (1847). Josep Pujol i Llobet. C
- 98. Altar lateral de la Divina Pastora de Sant Llorenç 1850. Josep Pujol i Llobet.
- 99. Altar dels Dolors de la parroquial de Sant Llorenç. 1854. Josep Pujol i Llobet. F.
- 100. Altar del Remei de Sant Martí de la Corriu (1860). Josep Pujol i Llobet .
- 101. Altar de sant Josep de Sant Llorenç de Morunys (c.1875). Josep Pujol i Llobet. F.

En cursiva obra desapareguda. F= coneixem per fotografia. C= obra conservada
Revisat el llistat que vam publicar en el llibre L’obra dels Pujol. Escultors de la Catalunya central ss.XVIII-XIX. Farell Edicions 2001, s'ha descartat dos retaules atribuïts erròniament als escultors Pujol. Es tracta del Roser de Sant Julià de Vilatorta, que J.F. Ràfols atribueix a Segimon Pujol, i el de la Mare de Déu dels Socors d'Agramunt, que Cèsar Martinell adjudica a Josep Pujol. Aportacions posteriors n’han precisat l'autoria La llista comprèn tan sols retaules i altars. No hi esmentem obres menors o complementàries com ara trones, mobiliari de sagristies, monuments de Setmana Santa, escaparates, meses d'altar, polseres, sacres, imatges soltes, canelobres... però sí dues traces per a la construcció de retaules.

## Resum biogràfic i obra dels Pujol

### Primera generació
Segimon Pujol. Gurb, 1668 – Folgueroles, 1759. És el primer d'una nissaga que s'allarga en cinc generacions i onze escultors. Cal suposar que va fer l'aprenentatge al taller dels Morató a Vic i que si trobem per primer cop el seu nom documentat en un debitori de 1693, a Manresa, relacionat amb els Grau, és perquè hi fa el perfeccionament. Aquí entra en relació amb Josep Sunyer, mestre escultor manresà que el marca artísticament, al servei del qual treballa des de 1696 fins a 1702, primer al Conflent en el retaule major de Sant Pere de Prada i més tarda a Prats de Lluçanès. Casat amb Anna Maria Planes, a Prada de Conflent l'any 1696, té diversos fills, tres dels quals, nascuts a Prats de Lluçanès, treballaran d'escultors: Francesc, Josep i Segimon.
L'any 1704 alça el retaule de la Mare de Déu dels Àngels de Casserres de Berguedà on té l'obrador durant uns anys. D’aquesta època també són el retaule desaparegut del Sant Esperit de Casserres, que duia la data de 1717, els del Roser (1709) i el de Sant Serni de Montmajor. L'any 1711 realitza la traça del retaule major de Sant Llorenç de Morunys que va executar Joan Francesc Morató. L'any 1714 Pujol treballa a Puigcerdà on acaba el retaule de sant Eloi, obrat per Josep Sunyer. Poc després emprèn el retaule de la Mare de Déu de Coaner, que duu la data de 1716, i el del sant Crist de Serrateix (1717). Hom li atribueix també el retaule major de Malanyeu (1714), procedent de Montmajor i abans de Santa Magdalena de Fígols, que va ser venut l'any 1918, i el de Sant Martí de Correà (1717).
Establert a Folgueroles l'any 1721, on comprarà una casa l'any 1728, treballa des de 1720 a 1723 en el retaule major de Santa Maria de Vilanova de Sau, en el major de Sant Pere de Castanyadell (1721) i en el del sant Crist de Folgueroles (1721-1724). Amb tot, no abandona el contacte amb el bisbat de Solsona ja que els anys següents aixeca els retaules del Roser de Tentellatge (1725), de Pujol de Planès (1728) de Correà (1729) i de Matamargó (1730). En aquest darrer cas tenim documentat que hi treballa amb la col·laboració del seu fill Francesc, qualificat sovint d'arquitecte. L'any 1728, pacta exaequo amb el seu fill homònim, Segimon, el retaule del Roser de Taradell, que haurà d'acabar el seu fill Francesc (1752) per la mort prematura de Segimon, el jove, pare de Josep Pujol i Juhí. L'any 1735 Segimon Pujol, el vell i el jove, realitzen també ex-aequo, pactat per 500 lliures, el retaule de Santa Maria de Folgueroles que acaben de cobrar l'any 1740. L'any 1743 trobem Segimon Pujol, el vell, novament al Berguedà, al costat del seu fill Francesc, executant el retaule del Sant Crist de Casserres, i a Montclar on aixequen el retaule de Sant Martí (1743) i el del Roser (1746). Els anys 1751 i 1753 Segimon Pujol cobra uns deutes pendents per haver fet el retaule de sant Llop a Centelles. Mor a Folgueroles l'any 1759 i deixa com a hereu universal el seu net Josep Pujol i Juhí, l'escultor de l'obra magna de tota la nissaga: el retaule-capella- cambril de la Mare de Déu dels Colls de l'església parroquial de Sant Llorenç de Morunys. Jacint Verdaguer li atribueix sense datar el retaule de la Santa Cena de la Catedral de Vic.

### Segona generació
- Francesc Pujol i Planes. Prats de Lluçanès 1702 – Folgueroles 1785. Passa a residir a Folgueroles amb el seu pare i família l'any 1721. El trobem sovint qualificat d'arquitecte al costat del seu pare Segimon, com és el cas del retaule del Roser de Matamargó (1730). L'any 1740 contreu matrimoni amb Susanna Niubó, de Sant Pau de Casserres del Berguedà. L'any 1743 treballa amb el seu pare en el retaule del Sant Crist de Casserres i planten el retaule de sant Martí de Montclar. La seva primera esposa mor a Folgueroles l'any 1745 i es casa en segones núpcies l'any següent (21.04.1746) amb la folguerolenca Elena Molist, el mateix any que planten el retaule del Roser de Montclar. L'any 1752 acaba el retaule del Roser de Taradell que havia estat pactat pel seu pare i pel seu germà, Segimon Pujol, homònims. L'any 1755 treballa en els retaules del sant Crist i de sant Martí (1765) de Puig-reig, i l'any 1768, novament a Puig-reig, planta el retaule de la Divina Pastora. L'any 1771, ell i una colla de veïns signen un plet davant notari contra un veí de Folgueroles, que obstaculitza amb un munt de pedres el pas a l'era del Rector (el lloc on els folguerolencs batien el blat). Mor a Folgueroles l'any 1785.

- Josep Pujol i Planes. Prats de Lluçanès 1706 – Folgueroles 1736. Traslladat amb tota la família a Folgueroles l'any 1721, el trobem inscrit en la confraria del Roser i qualificat de “jove escultor” en el Llibre d'òbits. Devia treballar i al costat del pare fins que morí solter l'any 1736. És enterrat a Folgueroles.

- Segimon Pujol i Planes. Prats de Lluçanès 1710 - Folgueroles 1745. Instal·lat a Folgueroles d'ençà de 1721, el trobem fent l'aprenentatge l'any 1723 amb els Morató de Vic i col·laborant amb el seu pare en el retaule de la Mare de Déu del Roser de Taradell (1728), contractat exaequo. L'any 1731 es casa a Folgueroles amb Maria Teresa Juhí i Serrabou (viuda d'Antoni Pladelasala) i passa a residir a casa seva, la masia del Godaiol. Tenen dos fills: Teresa (1732) i Josep (1734), el cap de brot i continuador de la nissaga. Segimon Pujol i Planes consta també com a autor, ex-aequo, al costat del seu pare homònim, en el contracte del retaule de l'altar major de Santa Maria de Folgueroles (1735-1740). Mor prematurament a Folgueroles l'any 1745.

### Tercera generació
- Josep Pujol i Juhí. Folgueroles 1734 - Sant Llorenç de Morunys 1709. És l'escultor més significatiu de la nissaga. Neix al mas Godaiol, a casa de la seva mare. Aprèn l'ofici de mà del seu avi Segimon i del seu oncle Francesc i probablement fa el perfeccionament a Vic, al taller dels Morató, com havia fet el seu pare. El trobem qualificat d'escultor per primer cop quan té vint anys, l'any 1754. L'any 1757 es casa amb Teresa Santaló, de la qual tindrà dotze fills: Segimon (1758), Josep (1761), Francesc (1763), Maria (1767) i Miquel (1769), nascuts a Folgueroles. Teresa, Cecília i Mariàngela, que no sabem on van néixer i Joan (1773), Anton (1775), Pere (1776) i Domènec (1782), nascuts a Sant Llorenç. Entre 1759 i 1777 el trobem esmentat a la parròquia de Sant Climent de la Selva (Solsonès) on fa el retaule de l'altar major, a Bagà fent el retaule del Sant Crist (1769) i a Sant Martí de les Serres (1775). Probablement ell i Genís Solà són també els autors del retaule de Sant Miquel de Marcenyac (1771). L'any 1769 deixa inacabat un primer intent de retaule dels Colls de Sant Llorenç de Morunys, que serà venut i convertit anys després en el retaule de Roser de la mateixa església parroquial. L'any 1771 cobra una primera paga pel retaule del Roser de Puig-reig (1772), i l'any 1773 s'instal·la ja a Sant Llorenç de Morunys, on emprèn la seva obra més important: el retaule i tot el conjunt escultòric de la capella de la Mare de Déu dels Colls, de l'església parroquial (1773-1784), en el qual desenvolupa un extens programa mariològic, alguns aspectes del qual s'inspiren en gravats dels germans J.S. i J.B.Klauber. Paral·lelament, a aquests anys, tira endavant altres compromisos com ara el retaule de sant Pelegrí del santuari de Massarrúbies (1775) i amb l'ajuda del seu fill Segimon, executa retaule major de Sant Francesc, el convent dels franciscans de Berga (1778), i els de Sant Quintí de Travil (1779) i de la Mare de Déu dels Àngels de Trasserra de Capolat (1779).

Planta tres retaules més al santuari de Paller, de Baga: el de sant Joan Baptista (178), el de santa Teresa, daurat per Miquel Moliner,  i el de les Ànimes (1786-1787) i el de sant Bartomeu de Casserres de Berguedà (abans de 1790). És també autor d'altres retaules i obres menors com el retaule dels Dolors de la parròquia de Viver que no tenim datat, i de la mesa de l'altar major (1777) i d'una imatge del Roser (1784) per a la parròquia de Sant Serni de la Pedra. En 1789 fa, amb la col·laboració dels seus fills Segimon i Francesc, el retaule de sant Miquel Arcàngel i el de sant Isidre de Matamargó. L'any 1792 rep una denúncia per mà del bisbe de Solsona per no haver fet cas del decret reial que prohibeix fer retaules de fusta. Acata l'ordre però aconsegueix el permís per acabar els retaules que té emparaulats i que tira endavant amb l'ajuda dels seus fills: són el de la Mare de Déu de la Guàrdia de Sagàs, el del Sant Cristòfol de Busa, el de Sant Feliu de Lluelles, el de la capella de la Mare de Déu del Roser de Berga, el de sant Antoni Abat de Sant Llorenç de Morunys i el gran retaule de l'altar major de Sant Pere de Matamargó (1796). Josep Pujol també és l'autor, amb la col·laboració del seu fill Segimon, del cambril i de les reformes fetes a tombant de segle al santuari de la Mare de Déu de Lord. L'any 1803, desatès pel seu hereu Segimon, passa estretors econòmiques i recorre a Faust Serrabou, un pagès benestant de Tavèrnoles (Plana de Vic), parent seu. Mor a Sant Llorenç, on és enterrat el dia 22 de juny de 1809, al cementiri parroquial, que aleshores era als claustres de antic monestir, a tocar de l'altar dels Colls.

### Quarta generació
- Segimon Pujol i Santaló. Folgueroles 1758 - Sant Llorenç 1811. S'inicia com a escultor al costat del seu pare i del també folguerolenc Genís Solà. L'any 1774 es casa amb Cecília Galí. L'any 1777 col·labora amb el seu pare en el retaule de Sant Francesc del convent dels franciscans de Berga, i en el de sant Joan Baptista del santuari del Paller de Bagà (1781) i hi duu la iniciativa, tot i ser contractat pel seu pare, en el de Santa Teresa (1786) del mateix santuari. Amb el seu germà Josep el trobem treballant en el retaule de la Trinitat de Viver, i amb el seu germà Francesc en els de la Mercè i el de Santa Rita del mas Mujal de Cardona (1790) i a Matamargó (1794). L'any 1795 planta el retaule de santa Teresa de Besora i a tombant de segle, el 1799 esculpeix un santcrist per al cor de l'església del santuari de la Mare de Déu de Lord. Col·labora amb el seu germà Josep «escultor de Folgueroles» en el retaule de Sant Martí de Riudeperes (Osona) fent la imatge de sant Martí (1798) i hom li atribueix també el retaule de Sant Miquel d'Odèn (Solsonès). L'any 1803 pacta amb els franciscans de Cardona la construcció de l'altar major, per 200 lliures. i l'any 1807 fa la imatge de la Pietat, amb el Crist als braços, de la capella dels Dolors de Puigcerdà.

L'any 1809 fa la seva obra millor que ha perdurat fins avui: el retaule, de traça neoclàssica, de Can Feliu de Navès. Casat amb Cecília Galí és pare de set fills, un dels quals, Josep, farà d'escultor. Mor a Sant Llorenç de Morunys, als 53 anys, on és enterrat el 30 d'abril de l'any 1811.
- Josep Pujol i Santaló. Folgueroles 1761 -? Aquest és el darrer Pujol escultor de Folgueroles. Passa l'adolescència a Sant Llorenç de Morunys: Aprèn l'ofici al taller familiar. Treballa al costat del seu germà Segimon en el retaule de la Trinitat de Viver de Serrateix (c.178?) i quan té 24 anys, després de la mort del seu oncle, Francesc Pujol i Planes, l'any 1785, s'estableix a Folgueroles, on havia nascut i on a partir d'aquests anys consta en els documents (com havia constat abans el seu pare homònim amb qui hom fàcilment el confon) com a Josep Pujol, «escultor de Folgueroles». L'any 1786 és esmentat al Llibre de la confraria del Roser de Folgueroles com a espòs de Magdalena Planas, de l'Esquirol, amb qui té diversos fills: Joan (1786), Segimon (1790), Maria (1792), Anton (1794) que mor a l'edat de dos anys i mig, i Raimunda (1796).

L'any 1788 compra la rectoria vella de Vespella (Gurb), de la qual no acaba de liquidar el deute i per això entra en litigi amb la parròquia. Litigi que acaba l'any 1803, en què davant de notari arriben a una concòrdia. Abans havia intervingut en la Guerra Gran (1793-1795) com a capità de miquelets. L'any 1797 el tenim documentat a Folgueroles com a excombatent que «Vive en esta parroquia de su oficio». Com a escultor, a la Plana de Vic, el trobem treballant en el retaule de la Mare de Déu de Cabrera (1792), fet a partir d'una traça de 1789 de Josep Molist, escultor de Vic, i també, en l'altar de la Mare de Déu del Cor de l'església parroquial de Roda de Ter (1792), dues obres erròniament atribuïdes al seu pare, que ja havia passat a ser l'escultor de Sant Llorenç de Morunys. L'any 1798 pacta la construcció del retaule de Sant Martí de Riudeperes amb Maria Teresa Calvaria i Ricart, que acaba l'any següent. L'any 1801, el seu germà i hereu, Segimon es ven la casa familiar de Folgueroles on Josep resideix i per això en marxa l'any 1803, endeutat amb Lleïr Pujol, daurador de Sant Llorenç que aleshores residia a Roda de Ter. Desposseït de la casa de Vespella, i renyit amb el nou propietari de ca l'Escultor de Folgueroles, Jaume Planas, el besavi de Jacint Verdaguer per part de mare, Josep Pujol i Santaló, va ser ser l'últim escultor de Folgueroles. A partir d'aquí desconeixem on va anar a raure. El seus fills Joan i Segimon fan carrera militar a partir de 1808. Joan mor al camp de batalla l'any 1837 lluitant contra els carlins, i de Segimon tenim notícies fins a la seva jubilació l'any 1859.
- Francesc Pujol i Santaló. Folgueroles 1763 - Sant Llorenç 1839. Quan té uns nou anys la família Pujol i Santaló deixa Folgueroles i es trasllada a Sant Llorenç. L'any 1790 el trobem documentat treballant al costat del seu germà Segimon en el retaule de Santa Rita i de la Mercè del mas Mujal de Cardona. L'any 1796 acaba el majestuós retaule major, de Sant Pere de Matamargó, que el seu pare tenia contractat des de 1792. L'any 1796 fa unes sacres i uns canelobres per a la parròquia de Sant Grau de Linya. L'any 1799 fa el monument de Setmana Santa de La Pedra i l'any 1803 el retaule del santuari de Puig Aguilar per 90 lliures. L'any 1807 treballa en el tabernacle de l'altar major de Serrateix pel qual cobra 437 lliures. L'any 1800 s'havia casat amb Teresa Llobet. Aquests anys el trobem esmentat fent petites aportacions com unes sacres (1801) per al retaule del Roser de Sant Llorenç i l'any 1803 aixecant el retaule major del santuari de Puig-aguilar. El seu fill Josep Pujol i Llobet serà el darrer de la nissaga a la vila dels Piteus. I probablement sigui Francesc Pujol si no, el seu nebot Josep Pujol i Galí l'autor del retaule de Santgrà, sufragània de Matamargó, aixecat l'any 1816. L'any 1819 planta i daura l'altar major de les Cases de Posada. L'any 1822 el trobem a Puig-reig fent de testimoni d'un casament al costat del daurador Lleïr Pujol. L'any 1827 fa l'altar de sant Isidre de la Pedra i l'any 1829 aixeca el retaule neoclàssic del Roser de La Pedra, la imatge del qual havia estat feta pel seu pare l'any 1784, i probablement sigui també ell qui l'any 1820 va plantar l'altar de sant Antoni de Pàdua de la mateixa església. L'any 1833 fa el nou altar major de Sant Grau de Linya. Mor a Sant Llorenç el 18 d'agost de 1839 i és enterrat als claustres de l'església parroquial.

- Miquel Pujol i Santaló. Folgueroles 1769- Berga? Neix a Folgueroles però aviat amb tota la família passa a residir a Sant Llorenç de Morunys. Aquí, s'inicia com a escultor a l'obrador familiar. Casat l'any 1803 amb Teresa Pintó, el trobem qualificat d'arquitecte, en el Llibre de l'obra, l'any 1795, i fent de padrí en una partida de baptisme d'una seva neboda: Teresa Pujol i Llobet, el dia 20 de gener de 1811. Aquest mateix any i el 1815 el trobem cobrant petits encàrrecs de la confraria del Roser. L'única obra pròpia que li coneixem ens ha arribat per una fotografia. Es tracta del retaule major del santuari de Nostra Senyora dels Torrents, cremat l'any 1936. L'havia pactat l'any 1831. En el contracte consta com a escultor “habitant en la vila de Berga”, on s'havia establert.

### Cinquena generació
- Josep Pujol i Galí. Sant Llorenç, 1780? – Sant Llorenç 1823. Fill de Segimon Pujol i Santaló i de Cecília Galí. Treballa d'escultor. L'any 1810 es casa amb Mariàngela Pujol de qui té dues filles Cecília i Maria. L'any 1811 esculpeix un sant Crist per a l'església de Sant Jaume de Codonyet (Sorba) i l'any 1814 aixeca el retaule de santa Anna del santuari de Massarrúbies. El tenim documentat també treballant l'any 1815 en el retaule lateral de la Mare de Déu dels Dolors, al santuari dels Torrents, on acaba l'altar de sant Tomàs iniciat l'any 1808. Es probable que sigui ell l'autor del retaule major de Sant Gra de Matamargó alçat l'any 1816, que en 1854 va daurar Cosme Conill, el mateix any, 1816 completa el retaule del Roser de Sant Llorenç, iniciat pel seu avi Josep, i els anys següents rep diverses pagues perquè treballa en l'altar major de Santa Maria de Sorba 1815, 1817, 1818 i 1821. Mor afusellat per les tropes del general Rotten la vigília de la crema de Sant Llorenç l'any 1823. Fins ara coneixíem poca obra d'aquest Pujol que forma part de la cinquena generació. Serra i Vilaró li atribueix la imatge del Natzarè de la Sant Llorenç de Morunys, desapareguda l'any 1936.

- Josep Pujol i Llobet. Sant Llorenç 1803-1876. Fill de Francesc Pujol i Santaló i de Teresa Llobet, aprèn l'ofici familiar. L'any 1819 signa al costat del seu pare el pacte per fer el retaule Major de les Cases de Posada. L'any 1830 (4.11.1830) es casa amb Bonaventura Corominas i sis anys després, en segones núpcies, amb Josepa Monegal.

L'any 1835 cobra els deutes pendents del rector de la Coma on els Pujol van fer l'altar Major començat l'any 1808, el retaule de sant Marc (1815) i el del sant Crist (1830). L'any 1837 restaura la imatge de la Mare de Déu dels Colls que havia fet Joan Francesc Moretó. Treballa a Castell de l'Areny de 1842-1844 com a escultor i daurador. Hi fa una imatge de sant Miquel, una imatge de sant Antoni de Pàdua, una custòdia de fusta daurada i l'altar de sant Isidre. Planta el retaule major de Sisquer 1845 i el daura l'any 1852. En 1846 planta l'altar major de Sant Martí de Riner. L'any 1847 construeix i daura el retaule de la Mare de Déu dels Àngels de la capella particular de les Cases de Matamargó
L'any 1854 fa l'altar de la capella dels Dolors de la parroquial de Sant Llorenç i en 1855, el retaule de sant Martí de Canals del Catllarí, al Berguedà. I és també l'autor d'una talla de sant Isidre per al santuari de la Mare de Déu de la Mata, municipi de Castellar del Riu (Berguedà). La seva darrera obra atribuïda és l'altar de sant Josep de la parroquial de Sant Llorenç (circa 1875). L'any 1856 el trobem documentat com a membre de les Conferències de sant Vicenç de Paül i residint al carrer Sant Francesc de la vila dels Piteus, on mor el dia 21 de desembre de 1876. Amb ell s'extingia una nissaga de cinc generacions d'escultors. La seva filla Maria Pujol i Monegal nascuda l'any 1842, coneguda a Sant Llorenç amb el sobrenom de Marieta l'Escultora, ofici que mai no va practicar, va morir l'any 1922.